# Татуи
Татуи (порт. Tatuí) — муниципалитет в Бразилии, входит в штат Сан-Паулу. Составная часть мезорегиона Итапетининга. Входит в экономико-статистический микрорегион Татуи. Население составляет 123 942 человек на 2022 год. Занимает площадь 523,749 км². Плотность населения — 236,64 чел./км².

## История
Город основан 11 августа 1826 года.

## Статистика
- Валовой внутренний продукт на 2003 составляет 891.333.953,00 реалов (данные: Бразильский институт географии и статистики).
- Валовой внутренний продукт на душу населения на 2003 составляет 8.839,18 реалов (данные: Бразильский институт географии и статистики).
- Индекс развития человеческого потенциала на 2000 составляет 0,794 (данные: Программа развития ООН).

## География
Климат местности: субтропический. В соответствии с классификацией Кёппена, климат относится к категории Cfb.